# Bánki Erik
Bánki Erik (Szekszárd, 1970. május 26. –) magyar politikus, a Fidesz – Magyar Polgári Szövetség tagja, országgyűlési képviselő, a parlament gazdasági bizottságának elnöke.

## Élete és pályafutása
Mohácson a Kisfaludy Károly Gimnáziumban érettségizett 1988-ban. Pécsett levelező tagozaton külkereskedelmi áruforgalmi szakon végzett. 1989-ben belépett a Fideszbe, egyik alapítója lett a párt mohácsi csoportjának. 1995-98 között a Harkányi Gyógyfürdő Zrt. felügyelőbizottságának majd igazgatóságának tagja. 1998. június 18. és 2012. június 18. között és 2014 májusától országgyűlési képviselő. 2006-tól az országgyűlés Sport- és Turizmus bizottságának az elnöke. Közben két évig 2012-től 2014-ig az Európai Parlament képviselője volt.

### Tevékenysége a törvényalkotásban
2016. március 1-én a Magyar Nemzeti Bankról szóló törvényhez benyújtott egy alkotmányellenes módosítást, amely lehetővé tette a nemzeti bank alapítványainak kivételét a köztulajdonból, s ezáltal 250 milliárd Ft közvagyon sorsa vált ellenőrizhetetlenné. Az Alkotmánybíróság azonban a március 31-én nyilvánosságra hozott döntésében megállapította, hogy a törvény ebben a formában nem összeegyeztethető az Alaptörvénnyel; részben azért, mert a így a gyakorlatban visszamenőleges hatállyal is alkalmazható lett volna.
Országgyűlési képviselőként nyújtotta be azt a kezdeményezést a Büntető törvénykönyv módosítására, aminek alapján a kiskorúakkal szemben elkövetett szexuális bűncselekmények (a népirtással és az egyéb háborús bűncselekményekkel lényegében azonos megítéléssel) soha el nem évülők lettek.[forrás?]
Mivel megtagadta a válaszadást a Transparency International Magyarország által a letelepedési kötvényeket forgalmazó közvetítő vállalkozásokkal kapcsolatos közérdekűadat-igénylésre, ezért a szervezet pert indított a gazdasági bizottság ellen. A Fővárosi Törvényszék ítélete (2017. január 19.) alapján köteles lett volna az adatokat kiadni, erre azonban később sem volt hajlandó. Három hónap múltán is csak egyetlen ilyen vállalkozásét volt hajlandó elküldeni a sajtónak, azt követően, hogy feljelentést tettek ellene.
2018 októberében törvénymódosítást kezdeményezett a lakástakarékpénztárak állami támogatásának megszüntetése érdekében.